# Nastro d'argento al millor muntatge
El Nastro d'argento (Cinta de plata) és un premi cinematogràfic concedit anyalment, des de 1946, pel Sindicat Nacional de Periodistes Cinematogràfics Italians (Sindacato Nazionale dei Giornalisti Cinematografici Italiani) l'associació italiana de crítics de cinema. Aquesta és la llista dels guanyadors del Nastro d'argento al millor muntatge, concedit des de 1999.

## Guanyadors
Els guanyadors estan indicats en negreta, seguits dels altres candidats.

### Anys 1990-1999
- 1999: Cecilia Zanuso - I giardini dell'Eden
  - Ciprì e Maresco - Totò che visse due volte
  - Roberto Perpignani i Giuseppe M. Gaudino - Giro di lune tra terra e mare
  - Claudio Di Mauro - Ecco fatto
  - Claudio Cormio i Luca Gasparini - Figli di Annibale

### Anys 2000-2009
- 2000: Carla Simoncelli - Canone inverso - Making Love
  - Carlotta Cristiani - Pane e tulipani
  - Alessandro Piva i Thomas Woschitz - LaCapaGira
  - Jacopo Quadri - Garage Olimpo i Baci e abbracci
  - Cecilia Zanuso - Ormai è fatta!
- 2001: Claudio Di Mauro - L'ultimo bacio
  - Massimo Germoglio - Honolulu Baby
  - Roberto Missiroli - I cento passi
  - Anna Rosa Napoli - Non ho sonno
  - Massimo Quaglia - Malèna
- 2002: Francesca Calvelli - No Man's Land
  - Osvaldo Bargero - Casomai
  - Massimo Fiocchi - Amnèsia
  - Giogiò Franchini - Luna rossa i L'uomo in più
  - Angelo Nicolini - Da zero a dieci
- 2003: Marco Spoletini - L'imbalsamatore i Velocità massima
  - Claudio Di Mauro - Ricordati di me
  - Luca Gazzolo - Pater familias
  - Roberto Missiroli - Angela
  - Cecilia Zanuso - El Alamein - La linea del fuoco
- 2004: Roberto Missiroli - La meglio gioventù
  - Francesca Calvelli - Buongiorno, notte
  - Fabio Nunziata - Il ritorno di Cagliostro
  - Jacopo Quadri - The Dreamers - I sognatori (The Dreamers)
  - Cecilia Zanuso - Caterina va in città
- 2005: Patrizio Marone - Non ti muovere
  - Francesca Calvelli - Private i Radio West
  - Daniele Ciprì, Franco Maresco e Claudia Uzzo - Come inguaiammo il cinema italiano - La vera storia di Franco e Ciccio
  - Giogiò Franchini - Le conseguenze dell'amore
  - Simona Paggi - Le chiavi di casa
- 2006: Esmeralda Calabria - Romanzo criminale
  - Osvaldo Bargero - La febbre
  - Claudio Di Mauro - Manuale d'amore
  - Roberto Missiroli - Saimir
  - Cecilia Zanuso - La bestia nel cuore
- 2007: Francesca Calvelli - Il regista di matrimoni i In memoria di me
  - Paolo Cottignola - Centochiodi
  - Giogiò Franchini - La guerra di Mario
  - Patrizio Marone - Maradona - La mano de Dios
  - Jacopo Quadri - La guerra dei fiori rossi
  - Marco Spoletini - Anche libero va bene
- 2008: Mirco Garrone - Mio fratello è figlio unico
  - Francesca Calvelli - Signorina Effe
  - Giorgio Diritti e Eduardo Crespo - Il vento fa il suo giro
  - Ilaria Fraioli - Riprendimi e Vogliamo anche le rose
  - Angelo Nicolini - Caos calmo
- 2009: Francesca Calvelli - Vincere
  - Claudio Cormio - Tutta colpa di Giuda
  - Luciana Pandolfelli - Ex
  - Marco Spoletini - Pranzo di ferragosto e Gomorra
  - Cristiano Travaglioli - Il divo

### Anys 2010-2019
- 2010: Massimo Fiocchi - Happy Family e Lo spazio bianco
  - Claudio Di Mauro - Baciami ancora
  - Giorgio Diritti e Paolo Marzoni - L'uomo che verrà
  - Mirco Garrone - La nostra vita
  - Simone Manetti - La prima cosa bella
- 2011: Consuelo Catucci – Vallanzasca - Gli angeli del male
  - Esmeralda Calabria – Habemus Papam
  - Francesca Calvelli – Sorelle Mai i La solitudine dei numeri primi
  - Jacopo Quadri – Gangor
  - Marco Spoletini – Corpo celeste i La banda dei Babbi Natale
- 2012: Benni Atria - Diaz - Don't Clean Up This Blood
  - Francesca Calvelli - Romanzo di una strage
  - Patrizio Marone - ACAB - All Cops Are Bastards
  - Walter Fasano - Magnifica presenza
  - Carlo Simeoni - Il primo uomo
- 2013: Massimo Quaglia - La migliore offerta
  - Clelio Benevento - Viva la libertà
  - Walter Fasano - Viaggio sola
  - Giogiò Franchini - Miele
  - Giuseppe Trepiccione - Alì ha gli occhi azzurri
- 2014: Cecilia Zanuso - Il capitale umano
  - Patrizio Marone - Allacciate le cinture
  - Pietro Scalia - The Counselor i The Amazing Spider-Man 2: Rise of Electro
  - Marco Spoletini - Le meraviglie i Più buio di mezzanotte
  - Cristiano Travaglioli - La mafia uccide solo d'estate
- 2015: Cristiano Travaglioli - Anime nere i Youth - La giovinezza
  - Clelio Benevento - Mia madre
  - Esmeralda Calabria - Il nome del figlio
  - Francesca Calvelli - Hungry Hearts i Latin Lover
  - Marco Spoletini - Il racconto dei racconti - Tale of Tales
- 2016: Gianni Vezzosi - Veloce come il vento
  - Consuelo Catucci - Perfetti sconosciuti
  - Giogiò Franchini - Per amor vostro
  - Patrizio Marone - Suburra
  - Cecilia Zanuso - La pazza gioia
- 2017: Francesca Calvelli - Fai bei sogni
  - Jacopo Quadri - La guerra dei cafoni
  - Matteo Santi, Fabio Guaglione i Filippo Mauro Boni - Mine
  - Roberto Siciliano - Il permesso - 48 ore fuori
  - Giuseppe Trepiccione - Fiore
- 2018: Walter Fasano - Chiamami col tuo nome (ex aequo), Marco Spoletini - Dogman (ex aequo)
  - Claudio Di Mauro - A casa tutti bene
  - Giogiò Franchini - Made in Italy e Riccardo va all'inferno
  - Cristiano Travaglioli - Loro
- 2019: Francesca Calvelli - Il traditore
  - Giogiò Franchini - Euforia
  - Giuseppe Trepiccione - La paranza dei bambini
  - Walter Fasano - Suspiria
  - Desideria Rayner - Ricordi?

### Anni 2020-2029
- 2020: Marco Spoletini – Pinocchio i Villetta con ospiti
  - Esmeralda Calabria – Favolacce
  - Jacopo Quadri – Il sindaco del rione Sanità
  - Patrizio Marone – L'immortale
  - Claudio Di Mauro – Gli anni più belli i 18 regali